# Huldra

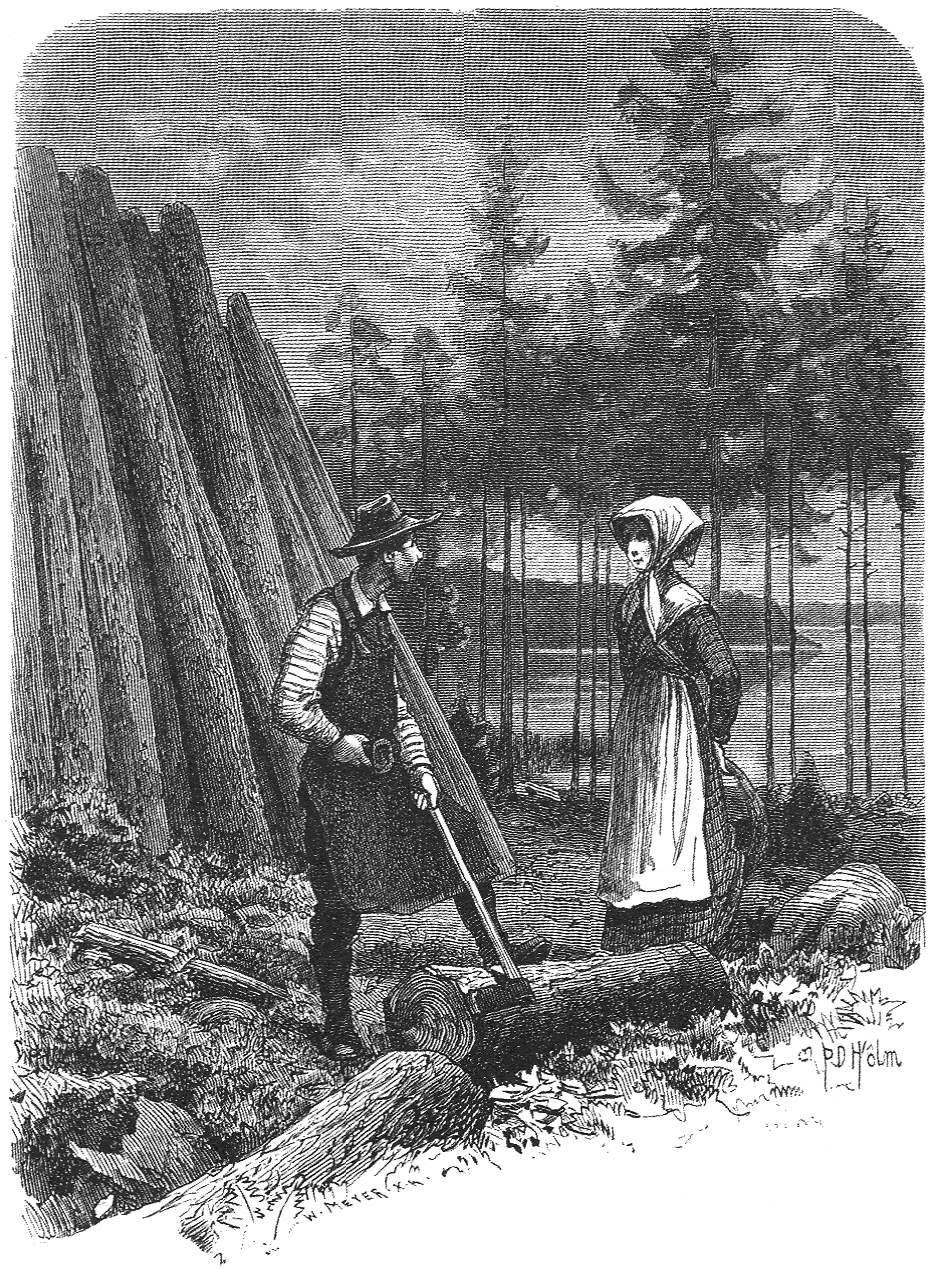
Huldra en een kolenbrander, haar staart steekt uit haar jurk, Svenska folksägner, 1882

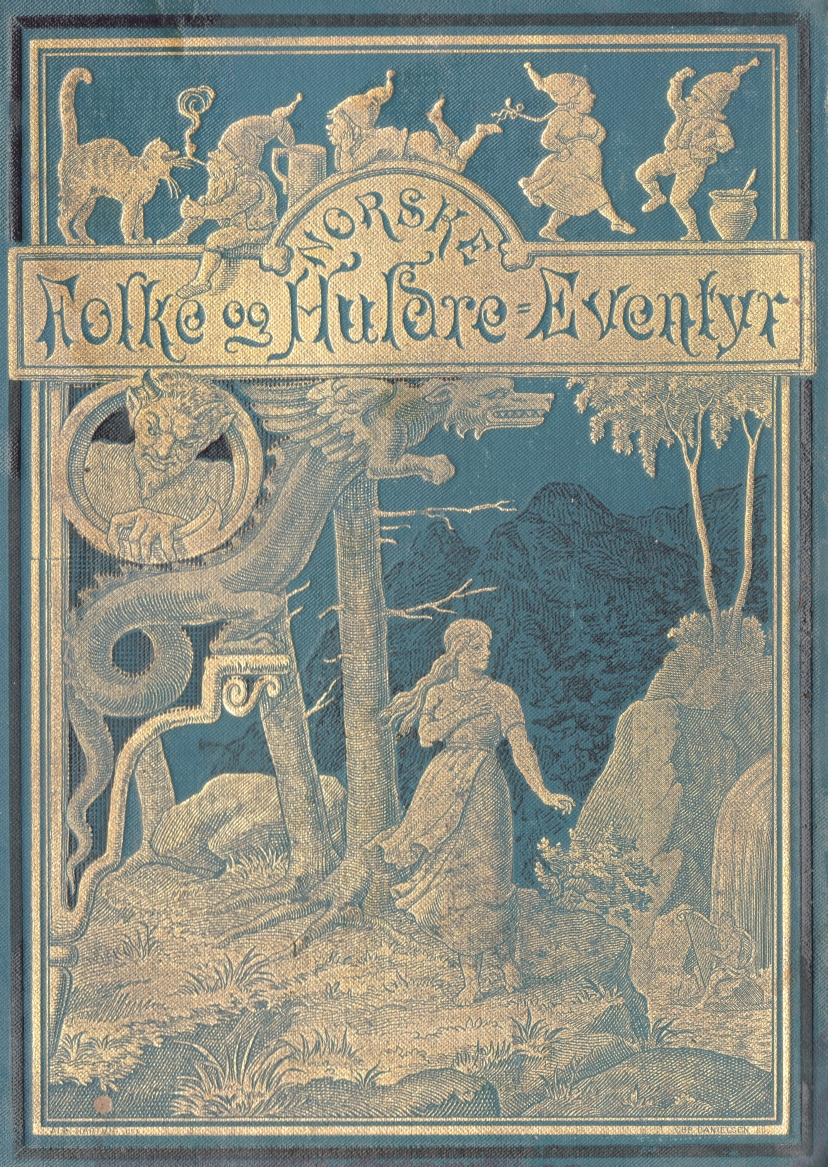
Norske Folke og Huldre-Eventyr, 1896

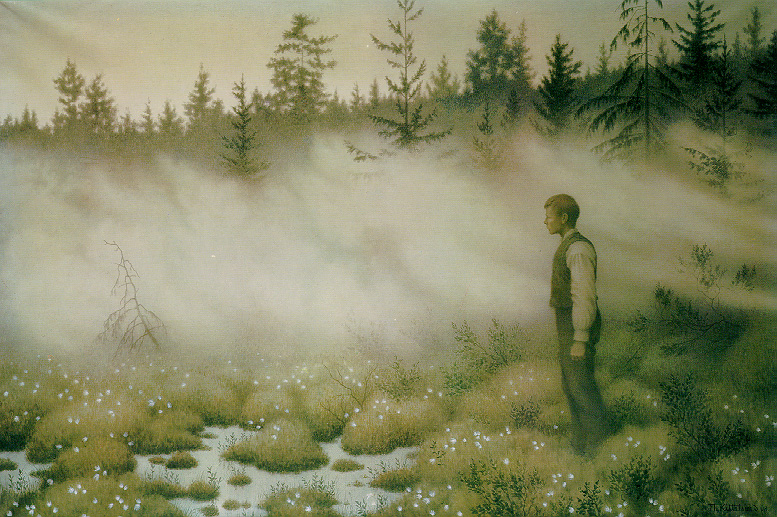
Huldra forsvant, Theodor Kittelsen (1857-1914)

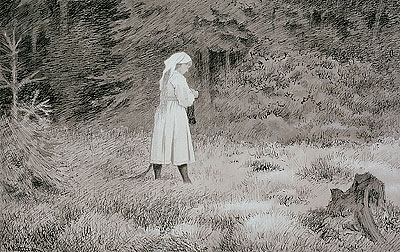
Huldra, 1892

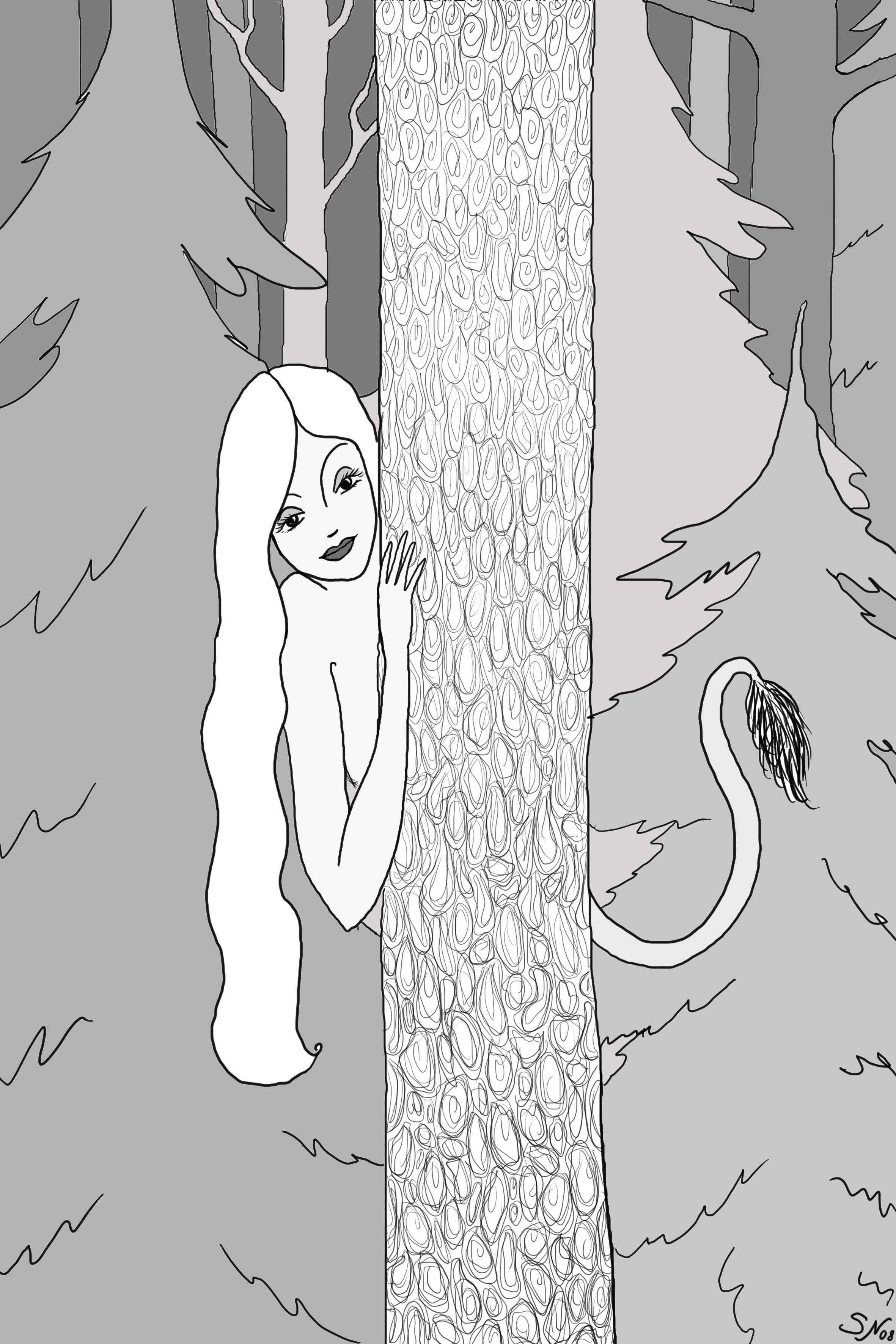
Skogsrå

Huldra of Hulder is een mythisch wezen dat voorkomt in de folklore in Scandinavië. De naam betekent bedekt of geheim.

## Benaming
Deze figuur is in de folklore van Noorwegen bekend als de skogsfru of skovfrue (wat Vrouwe van het bos betekent). Ze is in de folklore van Zweden bekend als skogsrå (geest van het bos) of Tallemaja (denneboom Maria). In de folklore van de Sámi is ze bekend als Ulda.
Haar naam wijst er op dat ze van origine hetzelfde wezen is als de völva Huld en de Duitse Holda (zie Vrouw Holle). Een mannelijke Huldra wordt huldu genoemd, in Noorwegen een huldrekarl. Het meervoud is huldrefolk of huldrefolket, maar ook hulder komt voor als benaming om deze wezens aan te duiden.
Huldra is nauw verwant aan de kabouters en trollen. Op Gotland wordt aangenomen dat Huldra en het huldrefolk ondergronds leeft en de meeste tijd onzichtbaar is.

Huldra op het wapen van Lardal

## Uiterlijk
De Huldra is ongelofelijk mooi. Het is een, soms naakte, vrouw met lang haar. Ze heeft een staart (in Noorwegen een staart van een koe en in Zweden een staart van een koe of een vos). Deze staart moet haar holle rug, zoals een holle boomstam, verbergen.
De Huldra kan van gedaante verwisselen.

## Folklore
De Huldra is een van de vele Rå en ze werd later gelijkgesteld met een zeemeermin.
De Huldra is vriendelijk voor kolenbranders. In sommige verhalen lokt Huldra mannen het bos in om seksuele gemeenschap met ze te hebben. De mannen die haar bevredigen worden beloond, de mannen die dit niet doen worden gedood. In de folklore van Noorwegen lokt de Huldra de mannen naar de onderwereld.
Ook steelt Huldra baby's en verwisselt deze met huldrebarn (zie ook wisselkind). In andere gevallen komt er een kind ter wereld door de seksuele gemeenschap en wordt het kind aan de vader, die van niks weet, getoond. Soms wordt de vader dan gedwongen om met Huldra te trouwen.
Soms trouwt de Huldra met een boerenknecht, maar de glamour verdwijnt als de priester zijn handen op haar hoofd legt of op het moment dat ze de kerk betreedt. Enkele verhalen gaan over de slechte behandeling van een Huldra door haar man. In weer andere verhalen wordt verteld dat de Huldra haar staart verliest als ze met een christen trouwt, maar haar mooie uiterlijk houdt. Het koppel kan dan gelukkig oud worden.
In enkele verhalen wordt verteld dat de Huldra haar man kan waarschuwen dat ze niet zwak is, wanneer hij haar slecht behandelt. Ze doet dit door een hoefijzer recht te buigen met haar blote handen, soms als deze nog roodgloeiend is door het smeden. Als de Huldra verraden wordt, kan ze vreselijke straffen opleggen zoals in een verhaal uit Sigdal. Een Huldra belooft een jongen om met hem te trouwen, maar hij mag niemand iets zeggen. De jongen schept echter op over zijn bruid en de Huldra slaat hem om de oren met haar staart. De jongen verliest zijn gehoor en intelligentie.
Een verhaal gaat over het ontstaan van de Huldra; een vrouw had enkel de helft van haar kinderen gewassen toen God naar haar hut kwam. Ze schaamde zich voor de vuile kinderen en verstopte ze. God bepaalde toen dat de kinderen die verstopt waren, voor de hele mensheid verstopt zouden worden.
Er zijn meerdere plaatsnamen die verwijzen naar Huldra, zoals Hulderheim (Gebied van de Hulder), Hulderhusan (huis van de Hulder), Ulddaidvárri (Bergen van de Hulder) en Ulddašvággi (Vallei van de Hulder) in Noorwegen.